# Liste der Kulturdenkmale in Nieby
In der Liste der Kulturdenkmale in Nieby sind alle Kulturdenkmale der schleswig-holsteinischen Gemeinde Nieby (Kreis Schleswig-Flensburg) und ihrer Ortsteile aufgelistet (Stand: 10. März 2025).

## Legende
In den Spalten befinden sich folgende Informationen:
- Objekt-ID: die Nummer des Kulturdenkmales
- Lage: die Adresse des Kulturdenkmales und die geographischen Koordinaten. Kartenansicht, um Koordinaten zu setzen. In der Kartenansicht sind Kulturdenkmale ohne Koordinaten mit einem roten Marker dargestellt und können in der Karte gesetzt werden. Kulturdenkmale ohne Bild sind mit einem blauen Marker gekennzeichnet, Kulturdenkmale mit Bild mit einem grünen Marker.
- Offizielle Bezeichnung: Bezeichnung des Kulturdenkmales
- Beschreibung: die Beschreibung des Kulturdenkmales
- Bild: ein Bild des Kulturdenkmales

## Bauliche Anlagen
| Objekt-ID     | Lage                                    | Offizielle Bezeichnung | Beschreibung | Bild                             |
| ------------- | --------------------------------------- | ---------------------- | --- | -------------------------------- |
| 2085 Wikidata | Beveroe 3 (54° 46′ 16″ N, 9° 54′ 21″ O) | Windmühle Charlotte    | Die Windmühle ist eine Mühle vom Typ Erdholländer. Die Mühle diente als Schöpf- und Getreidemühle. Sie wurde im Jahre 1826 errichtet. Alteintragung (Aktualisierung vorgesehen) - Begründung: geschichtlich, Kulturlandschaft prägend - Schutzumfang: gesamtes Äußeres - Denkmaltyp: Bauliche Anlage | weitere Fotos \| Fotos hochladen |
| 36678         | Beveroe 6 (54° 47′ 6″ N, 9° 54′ 29″ O)  | sog. Schäferkate       | sog. Schäferkate; im Kern um 1826; freistehender, eingeschossiger Ziegelmassivbau über acht Achsen mit reetgedecktem Halbwalmdach; später Umbau zum Landarbeiterwohnhaus - Begründung: geschichtlich, Kulturlandschaft prägend - Schutzumfang: sog. Schäferkate, - Denkmaltyp: Bauliche Anlage       | BW                               |

## Quelle
- Liste der Kulturdenkmale in Schleswig-Holstein – Kreis Schleswig-Flensburg

- Karte mit allen Koordinaten:
- OSM |
- WikiMap